# Canadian Kennel Club
Canadian Kennel Club (CKC) är den nationella kennelklubben i Kanada. CKC är inte medlem i den internationella kennelfederationen Fédération Cynologique Internationale (FCI), men har ett omfattande utbyte med både denna organisation och American Kennel Club i USA och the Kennel Club i Storbritannien. Canadian Kennel Club grundades 1888. Man tillämpar ungefär samma rasgruppsindelning som AKC, men erkänner andra hundraser och fördelar dem på delvis annat sätt mellan grupperna.